# Haddonfield (PATCO)
Haddonfield  es una estación en la línea PATCO del Port Authority Transit Corporation. La estación se encuentra localizada en Washington Ave & Kings Hwy en Haddonfield, Nueva Jersey. La estación Haddonfield fue inaugurada en 1969. La Autoridad Portuaria del Río Delaware es la encargada por el mantenimiento y administración de la estación.

## Descripción y servicios
La estación Haddonfield cuenta con 1 plataforma central y 2 vías. La estación también cuenta con 1021 de espacios de aparcamiento. 

## Conexiones
La estación es abastecida por las siguientes conexiones: 
- Rutas de autobuses de NJT Bus: 451, 455, 457